# 菅登未男
菅 登未男（すが とみお、1931年1月17日 - ）は、日本の俳優・タレント。宮崎県出身。所属事務所はGMBプロダクション。シニアタレントとして数多くのテレビ番組・CM・プロモーションビデオなどに出演。身長155cm。かつては麗タレントプロモーション、ジンズ・キャストに所属していた。

## 人物
CM制作会社太陽企画株式会社にて清掃員として勤務。職務中に個性的なキャラクターが某ディレクターの目に留まり、2001年にマツモトキヨシのCMに出演が決まる。70歳でのデビューであった。
その後、『ダウンタウンのガキの使いやあらへんで!!』に「ピカデリー梅田」として準レギュラー出演したことで知られる（初登場は次長課長河本準一の七変化コーナー。これが後のピカデリー梅田として活躍するきっかけとなる。その他は、ピカデリー梅田緊急来日特番参照）。

## 出演作品

### テレビドラマ
- 火曜サスペンス劇場「だます女だまされる女4」（日本テレビ）
- Happy!2（TBS）
- エリートヤンキー三郎（テレビ東京）
- トンスラ（日本テレビ）
- ケータイ捜査官7（テレビ東京）
- トラブルマン（テレビ東京）
- 任侠ヘルパー（フジテレビ）
- 全開ガール（フジテレビ）
- 海賊戦隊ゴーカイジャー（テレビ朝日）
- 本日は大安なり（NHK）
- リーガル・ハイ（フジテレビ） - 徳松嘉平 役
- 東野圭吾ミステリーズ（フジテレビ）
- リッチマン、プアウーマン（フジテレビ）
- 私と彼とおしゃべりクルマ（フジテレビ）
- 好好!キョンシーガール〜東京電視台戦記〜（テレビ東京）
- 彼岸島（TBS） - 老人吸血鬼 役
- 独身貴族（フジテレビ）
- リバースエッジ 大川端探偵社（テレビ東京） - 依頼人の男 役
- 信長協奏曲 (フジテレビ)
- ダークシステム 恋の王座決定戦（TBS）
- 私の嫌いな探偵（フジテレビ）
- デート〜恋とはどんなものかしら〜（フジテレビ） - 用務員 役
- 俺のダンディズム（テレビ東京）
- 初森ベマーズ（テレビ東京）
- 昼のセント酒/第八湯 銀座 金春湯からのシロ・カシラ(タレ) (2016年5月29日、テレビ東京)   - 老人 役
- ママゴト（2016年） ‐ 石田さん
- 定年女子（2017年） ‐ 中山辰造
- 孤独のグルメ Season7 第4話（2018年4月28日、テレビ東京） - お爺さん 役
- 最上の命医（2019年） ‐ 八田院長

### 映画
- スリーピングフラワー - ジジィ 役
- ひいろ - 蛎崎町の老人 役
- 図鑑に載ってない虫 - 老人 役
- memo - 痴呆老人 役
- 天然華汁さやか - 教祖 役
- おとうと - みどりのいえ住人 役
- men's egg Drummers - 老人 役
- 霊界の扉 ストリートビュー - 清水幹夫 役
- テルマエ・ロマエ - 平井卓三 役
  - テルマエ・ロマエII - 浪越徳三郎 役
- ソラから来た転校生 - 梅爺 役
- ピラメキ子役恋ものがたり - おじいさん 役
- 小川町セレナーデ - 大滝富次郎 役
- 海月姫 - 元議員の老人 役
- 翔んで埼玉 - 五頭岳夫 役
- 血ぃともだち

### インターネット
- ニコニコ生放送「ご長寿クイズを生放送でやったらどうなるか?」

### バラエティ
- ダウンタウンのガキの使いやあらへんで!!（日本テレビ) - ピカデリー梅田 役
- 所さんの日本ジツワ銀行（日本テレビ）
- ものまねバトルCLUB (日本テレビ）
- NOGIBINGO!#9 （日本テレビ）

### CF・広告
- 関西マルチメディアサービス「ZAQ」
- アサヒ飲料「若武者」
- 任天堂「マリオパーティ アドバンス」
- 東京ガス ホームセキュリティ
- 小学館「小学一年生」
- 白木屋
- マツモトキヨシ
- Visaジャパングループ
- エイチ・アイ・エス
- ロッテ
- アロンアルフア
- 並木不動産
- AI アルバム告知
- 国士舘大学 パンフレット/スチル
- 英検DS「温泉マッサージ篇」
- NTTドコモ「DoCoMo 2.0「漢字検定」篇」
- AOKI「ドライクール スーツ「かき氷」篇」
- サミー「ぱちんこCR北斗の拳」
- Cygames「グランブルーファンタジー」
- 千葉県「介護職イメージアップCM」

### PV
- ポルノグラフィティ『渦』 - 走る老人 役
- 龍之介『ヒトリシズカ』
- Cool drive makers『NEW DAY』
- キャプテンストライダム『キミトベ』
- RIZE
- 雅-miyavi-『ロックの逆襲』
- Mr.BEATS a.k.a. DJ CELORY feat.Mummy-D,HAB I SCREAM,Keyco『愛だらけ』
- 大山百合香『木枯しに抱かれて』
- 小林太郎『Damn』[3]
- チームしゃちほこ『ULTRA 超 MIRACLE SUPER VERY POWER BALL』